# L'edera (pel·lícula de 1950)
L'edera és una pel·lícula italiana de 1950 dirigida per Augusto Genina, basada en la novel·la homònima de l'escriptora sard a Grazia Deledda. Vitaliano Brancati va contribuir al guió.
A Itàlia també se'l coneix amb el títol Delitto per amore.

## Argument
La protagonista, Annesa, és una noia abandonada adoptada per una família aristocràtica en declivi. Annesa és una gran devoció per la família, els Decherchi, que es troben a punt de col·lapse financer. El destí de la família depèn de l'èxit dels esforços dels seus membres i de l'esperança d'heretar el patrimoni d'un oncle llunyà que, prop de morir, és acollit i cuidat pels Decherchi. Annesa, exasperada per la negativa del seu oncle a ajudar econòmicament el seu nebot Don Paulu, de qui és secretament l'amant, el mata. Malgrat les sospites i investigacions dels carrabiners, l'assassinat no es descobreix, però Annesa, aclaparada pel remordiment, ho confessa tot a un capellà i abandona la família d'acollida.

## Repartiment
- Columba Domínguez: Annesa
- Roldano Lupi: Don Paulu Decherchi
- Juan de Landa: Virdis, il sacerdote
- Franca Marzi: Zana
- Emma Baron: Donna Francesca
- Nino Pavese: Salvatore Spanu
- Gualtiero Tumiati: Zio Zua
- Patrizia Manca: Rosa

## Producció
La pel·lícula és atribuïble a la vena dels melodrames sentimentals, coneguts comunament com a strappalacrime, molt popular en aquell període entre el públic italià després rebatejat per la crítica amb el terme neorealisme d'apèndix.
La trama de la pel·lícula correspon a grans trets a la de la novel·la, diferenciant-se només en els tons més matisats que caracteritzen el final.

## Distribució
A Itàlia es va distribuir als cinemes per l'E.N.I.C. el 29 de novembre del 1950. Aleshores també es va distribuir als Estats Units per I.F.E. Releasing Corporation el 30 de gener de 1953 amb el títol "Devotion". També va aparèixer a Regne Unit (1952), a Suïssa (maig de 1952), a Portugal (2 de juny de 1953), a Brasil i a Grècia.